# Бєлий Сергій Сергійович
Сергі́й Сергі́йович Бє́лий — молодший сержант Збройних сил України.

## Нагороди та вшанування
За особисту мужність і героїзм, виявлені у захисті державного суверенітету та територіальної цілісності України, вірність військовій присязі під час російсько-української війни, відзначений — нагороджений
- 27 червня 2015 року — орденом «За мужність» III ступеня.